# Diatractium cordianum
Diatractium cordianum är en svampart som först beskrevs av Ellis & Kelsey, och fick sitt nu gällande namn av Hans Sydow 1935. Diatractium cordianum ingår i släktet Diatractium, ordningen Diaporthales, klassen Sordariomycetes, divisionen sporsäcksvampar och riket svampar.   Inga underarter finns listade i Catalogue of Life.